# Castello Murat

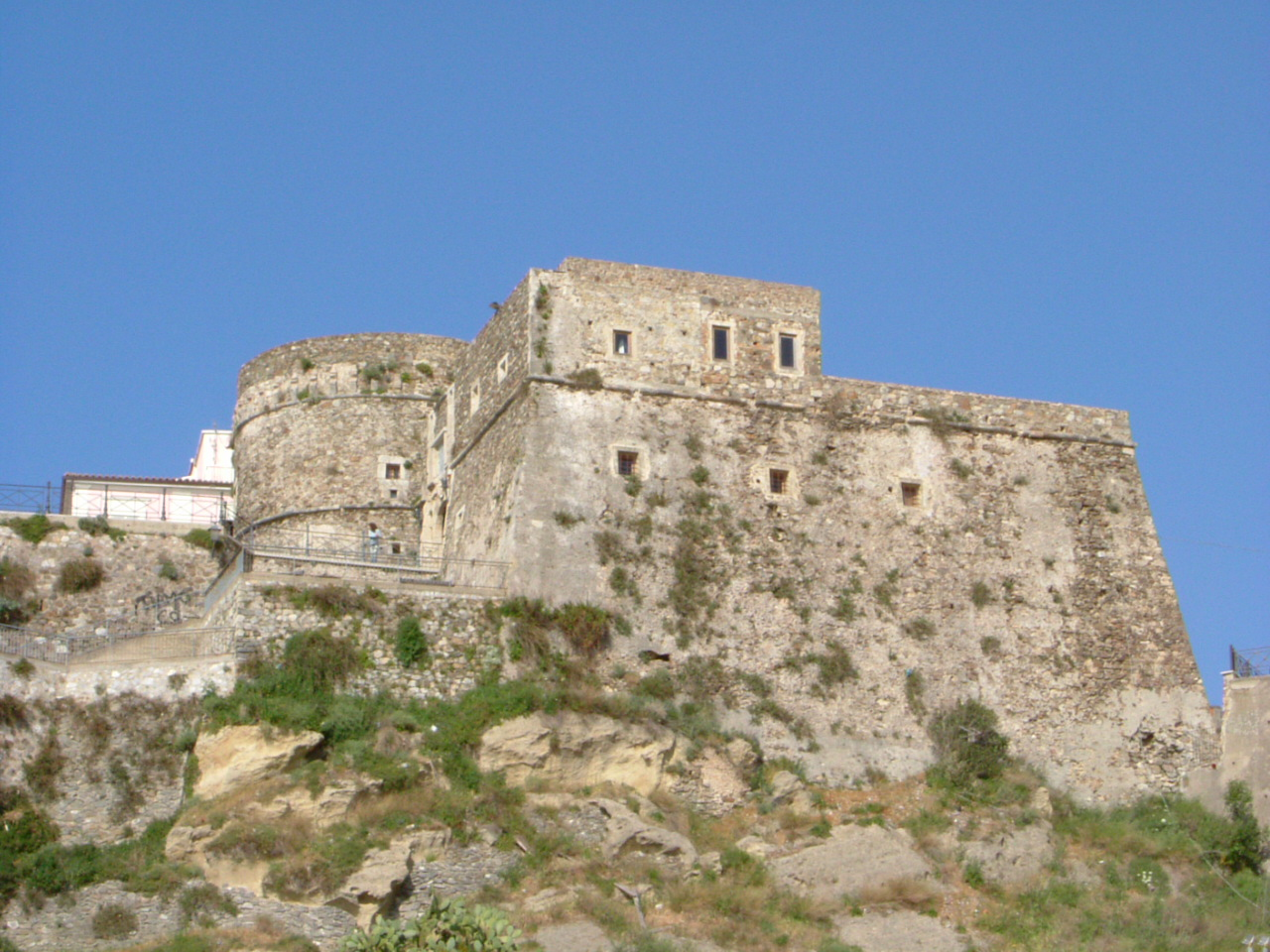
Castello Murat

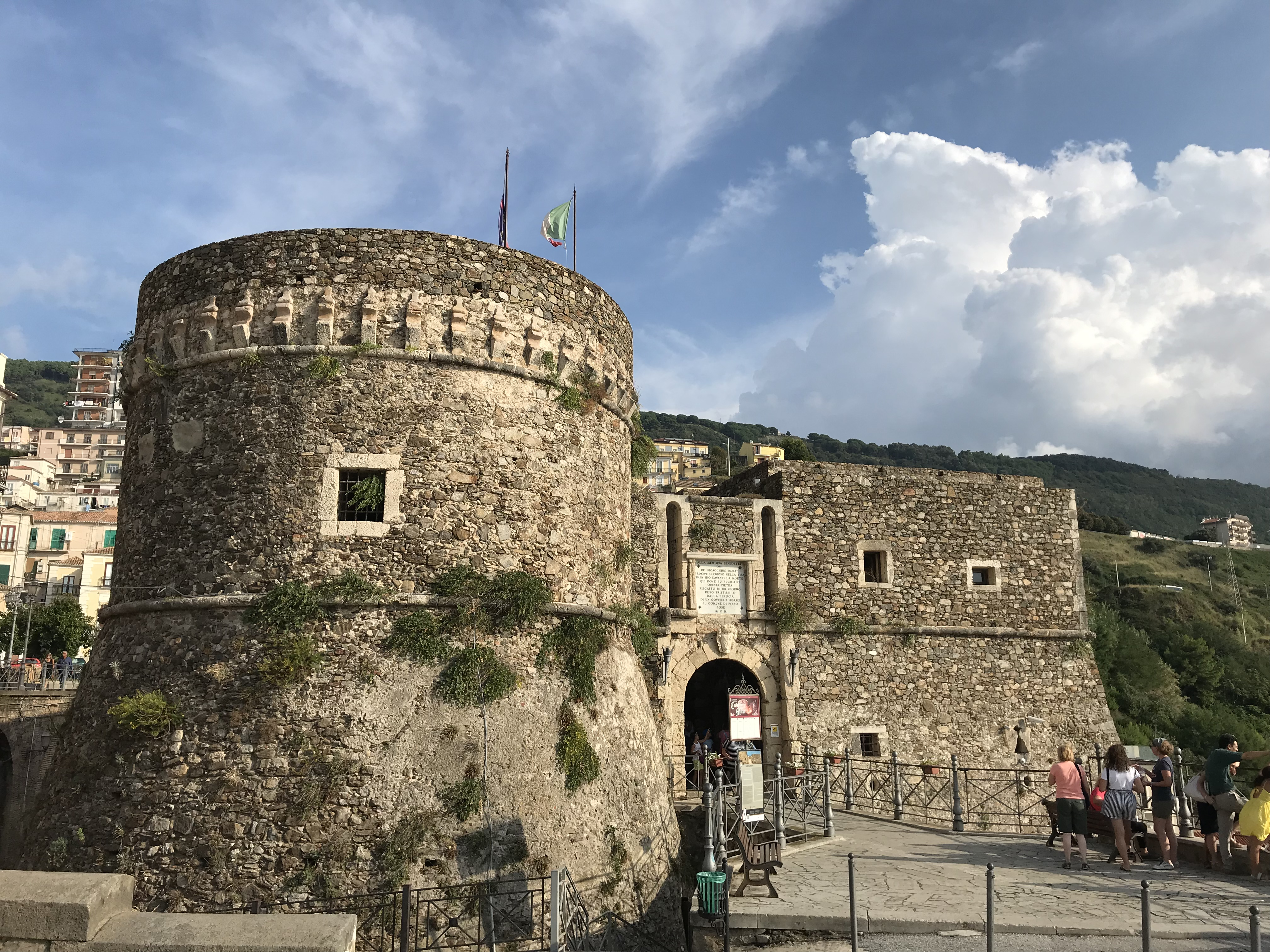
Castello Murat, Tor

Die Castello Murat ist eine mittelalterliche Kastellburg in Pizzo. Sie diente auch als Gefängnis.

## Geschichte
Gegen Ende des 13. Jahrhunderts ließ das Haus Anjou einen großen Wartturm mit dem Namen Torre Mastia bauen, um die Region vor Überfällen der Sarazenen zu schützen. In einer Verordnung vom 12. November 1480 verfügte Ferdinand I. von Aragón die Errichtung verschiedener Burgen in Kalabrien, unter anderem in Pizzo, mit dem gleichen Ziel. Der bisherige Turm wurde von 1481 bis 1485 zu einer Burg erweitert. Eine rechtwinklige Mauerstruktur und ein weiterer etwas kleinerer kegelförmiger Turm wurden hinzugefügt. Außerdem wurde ein Wachtturm, der den Hafen überblickte, unterhalb der Burg errichtet. Mehrere Geschütze dienten als Bewaffnung. Die Burg erhielt den Namen Castello Aragonese. Das Erdbeben von 1783 erschütterte die Burg, insbesondere die unteren Kammern haben dabei Schaden genommen. Sie wurden 1790 wieder hergestellt.
Am 8. Oktober des Jahres 1815 landete Joachim Murat, Schwager von Napoleon und früherer König von Neapel, mit einer kleinen Flotte bei Pizzo, um den Anspruch auf seinen früheren Thron zu untermauern. Er wurde verhaftet, in der Burg gefangen gehalten und dort am 13. Oktober 1815 exekutiert. Er war der berühmteste Gefangene in dieser Burg. Später wurde die Burg als Castello Murat nach ihm benannt.
1806 ging die Burg in das Staatseigentum des Königreichs Italien über, und 1884 wurde sie an die Gemeinde Pizzo verkauft. Mit dem Dekret vom 3. Juni 1892 wurde die Burg zum Nationaldenkmal erklärt.

## Beschreibung
Die Burg existiert fast im Originalzustand. Zwischen zwei Türmen gibt es eine rechtwinklige Mauerstruktur. Der Eingang war früher über eine Zugbrücke erreichbar, heute führt ein gepflasterter Gehweg dorthin. Die Burg ist zweistöckig. Unter dem Erdgeschoss befinden sich unterirdische Gänge, welche bis kurz vor Vibo Valentia (ca. 11 km) und in Richtung des Sees Angitola (ca. 7 km) führen.
Die zwei oberen Stockwerke sind der Öffentlichkeit zugänglich. Eine Ausstellung zeigt die letzten Tage im Leben des Joachim Murat.